# Jubileumok könyve
A Jubileumok könyve egy ószövetségi apokrif irat.

## Bevezető
A teljes irat csak etióp (ge'ez) fordításban maradt fenn, viszont a héber eredetijét Kumránban találták meg. Ezek  a töredékek (4Q216, 4Q218-224, 3Q5, 2Q19, 4Q176, 1Q17-18, 2Q20) igazolták az etióp fordítás szöveghűségét. A Damaszkuszi Irat is hivatkozik rá mint "A korszakok jubileumok és évhetek szerinti felosztásának könyvére". Az irat keletkezése az Kr. e. második század közepére tehető. Az elbeszélt eseményeket kronológiai rendben, pontosan datálva (hó, nap) tárgyalja. Kronológiájának alapja a hét évhetet magába foglaló ciklus: a Jubileum, vagy más néven Jóbel év. (Lev. 25.)

## Tartalom, érdekességek
A bibliai teremtés történetét egészíti ki (vagy beszéli újra), pontos időkre (jubileumok, évhetek, évek) leosztva, a teremtéstől Mózesnek való törvényadásig. Az irat állítása szerint Mózeshez a Jelenlét angyalán keresztül szólt a kinyilatkoztatás, és ez a könyv tartalma. A könyv bővebben ír az Isten ünnepnapjaival (fesztiváljaival) kapcsolatban, és mintegy belehelyezi a pátriárkák idejébe azokat (pl. Ábrahám tartja a sátoros ünnepet, nagy örömmel), az áldozatokról is részleteket találunk. A Énok könyvéhez hasonlóan említi az özönvíz előtti Vigyázó angyalok lázadását (akik elhagyva helyüket feleségeket vettek maguknak az emberek lányaiból és óriásokat nemzettek). Hosszabb terjedelműek benne a pátriárkák intelmei fiaikhoz, és fiaik fiaihoz, amelyek Isten törvényei betartásának függvényében áldást vagy átkot hoznak majd Izraelre. A nemzetségtáblázat is bővebb, női neveket is tartalmaz, és a Bibliából Lukács nemzetségtáblájához áll közelebb. Az elpártoló angyal neve Mastema fejedelme, vagy hercege, amely ellenségeskedik Isten népével és az emberekkel. Ábrahám próbatételét tekintve Izsák feláldozásának "ötlete" nem Istentől, hanem a Mastema fejedelmétől jön, (hasonlóképpen Jób kikéréséhez, megpróbálásához). A Jubileumok könyvében az Isten törvényei szerinti dolgok tiszták, míg a Mastema herceghez tartozó bűnös cselekedetek és bálványok tisztátalanok. Isten választott népe Izrael (15:32), míg a többi népet félrevezetik a Mastema vezetése alatt álló szellemek, akik felettük állnak.